# 1898 год
1898 (ты́сяча восемьсо́т девяно́сто восьмо́й) год  по григорианскому календарю — невисокосный год, начинающийся в субботу. Это 1898 год нашей эры, 8‑й год 10‑го десятилетия XIX века 2‑го тысячелетия, 9‑й год 1890‑х годов. Он закончился 127 лет назад.
| Пн | Вт | Ср | Чт | Пт | Сб | Вс |
|    |    |    |    |    | 1  | 2  |
| 3  | 4  | 5  | 6  | 7  | 8  | 9  |
| 10 | 11 | 12 | 13 | 14 | 15 | 16 |
| 17 | 18 | 19 | 20 | 21 | 22 | 23 |
| 24 | 25 | 26 | 27 | 28 | 29 | 30 |
| 31 |    |    |    |    |    |    |

| Пн | Вт | Ср | Чт | Пт | Сб | Вс |
|    | 1  | 2  | 3  | 4  | 5  | 6  |
| 7  | 8  | 9  | 10 | 11 | 12 | 13 |
| 14 | 15 | 16 | 17 | 18 | 19 | 20 |
| 21 | 22 | 23 | 24 | 25 | 26 | 27 |
| 28 |    |    |    |    |    |    |

| Пн | Вт | Ср | Чт | Пт | Сб | Вс |
|    | 1  | 2  | 3  | 4  | 5  | 6  |
| 7  | 8  | 9  | 10 | 11 | 12 | 13 |
| 14 | 15 | 16 | 17 | 18 | 19 | 20 |
| 21 | 22 | 23 | 24 | 25 | 26 | 27 |
| 28 | 29 | 30 | 31 |    |    |    |

| Пн | Вт | Ср | Чт | Пт | Сб | Вс |
|    |    |    |    | 1  | 2  | 3  |
| 4  | 5  | 6  | 7  | 8  | 9  | 10 |
| 11 | 12 | 13 | 14 | 15 | 16 | 17 |
| 18 | 19 | 20 | 21 | 22 | 23 | 24 |
| 25 | 26 | 27 | 28 | 29 | 30 |    |

| Пн | Вт | Ср | Чт | Пт | Сб | Вс |
|    |    |    |    |    |    | 1  |
| 2  | 3  | 4  | 5  | 6  | 7  | 8  |
| 9  | 10 | 11 | 12 | 13 | 14 | 15 |
| 16 | 17 | 18 | 19 | 20 | 21 | 22 |
| 23 | 24 | 25 | 26 | 27 | 28 | 29 |
| 30 | 31 |    |    |    |    |    |

| Пн | Вт | Ср | Чт | Пт | Сб | Вс |
|    |    | 1  | 2  | 3  | 4  | 5  |
| 6  | 7  | 8  | 9  | 10 | 11 | 12 |
| 13 | 14 | 15 | 16 | 17 | 18 | 19 |
| 20 | 21 | 22 | 23 | 24 | 25 | 26 |
| 27 | 28 | 29 | 30 |    |    |    |

| Пн | Вт | Ср | Чт | Пт | Сб | Вс |
|    |    |    |    | 1  | 2  | 3  |
| 4  | 5  | 6  | 7  | 8  | 9  | 10 |
| 11 | 12 | 13 | 14 | 15 | 16 | 17 |
| 18 | 19 | 20 | 21 | 22 | 23 | 24 |
| 25 | 26 | 27 | 28 | 29 | 30 | 31 |

| Пн | Вт | Ср | Чт | Пт | Сб | Вс |
| 1  | 2  | 3  | 4  | 5  | 6  | 7  |
| 8  | 9  | 10 | 11 | 12 | 13 | 14 |
| 15 | 16 | 17 | 18 | 19 | 20 | 21 |
| 22 | 23 | 24 | 25 | 26 | 27 | 28 |
| 29 | 30 | 31 |    |    |    |    |

| Пн | Вт | Ср | Чт | Пт | Сб | Вс |
|    |    |    | 1  | 2  | 3  | 4  |
| 5  | 6  | 7  | 8  | 9  | 10 | 11 |
| 12 | 13 | 14 | 15 | 16 | 17 | 18 |
| 19 | 20 | 21 | 22 | 23 | 24 | 25 |
| 26 | 27 | 28 | 29 | 30 |    |    |

| Пн | Вт | Ср | Чт | Пт | Сб | Вс |
|    |    |    |    |    | 1  | 2  |
| 3  | 4  | 5  | 6  | 7  | 8  | 9  |
| 10 | 11 | 12 | 13 | 14 | 15 | 16 |
| 17 | 18 | 19 | 20 | 21 | 22 | 23 |
| 24 | 25 | 26 | 27 | 28 | 29 | 30 |
| 31 |    |    |    |    |    |    |

| Пн | Вт | Ср | Чт | Пт | Сб | Вс |
|    | 1  | 2  | 3  | 4  | 5  | 6  |
| 7  | 8  | 9  | 10 | 11 | 12 | 13 |
| 14 | 15 | 16 | 17 | 18 | 19 | 20 |
| 21 | 22 | 23 | 24 | 25 | 26 | 27 |
| 28 | 29 | 30 |    |    |    |    |

| Пн | Вт | Ср | Чт | Пт | Сб | Вс |
|    |    |    | 1  | 2  | 3  | 4  |
| 5  | 6  | 7  | 8  | 9  | 10 | 11 |
| 12 | 13 | 14 | 15 | 16 | 17 | 18 |
| 19 | 20 | 21 | 22 | 23 | 24 | 25 |
| 26 | 27 | 28 | 29 | 30 | 31 |    |

## События
- 23 февраля — французский писатель Эмиль Золя обвинён в клевете и приговорён к тюремному заключению после публикации статьи «Я обвиняю…»[1].
- 13—15 марта — в Минске состоялся I съезд РСДРП. Проходил нелегально на одной из съёмных квартир.
- 20 марта — в Санкт-Петербурге на Северном катке на Каменноостровском проспекте проведён первый матч по хоккею с мячом — «Русскому хоккею»[2].
- 27 марта — подписание в Пекине Русско-китайской конвенции, юридически оформившей аренду Российской империей Порт-Артура и Дальнего.
- 28 марта — принятие германским рейхстагом военно-морской программы гросс-адмирала Германии Альфреда фон Тирпица.
- 15 апреля — село Никольское и станция Никольская (Кетрицево) в Приморской области Российской империи объединены и преобразованы в город Никольск-Уссурийский[3].
- 21 апреля — официальная дата начала Испано-американской войны (установлена Конгрессом США)[4].
- 22 апреля — Флот США начинает блокаду Кубы.
- 23 апреля — Испания объявляет войну США.
- 24 апреля — консул США в Сингапуре С.Пратт заключает с филиппинскими повстанцами соглашение о совместных действиях против Испании[5].
- 30 апреля — Российская империя заявляет о своём нейтралитете в Испано-американской войне[6].
- 17 мая — Андижанское восстание в Средней Азии.
- 19 мая — адмирал США Джордж Дьюи заключает с филиппинскими повстанцами соглашение о совместных действиях против Испании[5].
- 9 июня — между Цинской империей и Великобританией заключено Соглашение о расширении Гонконга[7].
- 30 июня — пуск в Витебске трамвая.
- 13 августа — американские войска взяли Манилу[8].
- 2 сентября — Омдурманское сражение. Решающее сражение в колониальной войне Англии против независимого махдистского государства в Судане. В результате поражения махдистов Судан был фактически превращён в английскую колонию.
- Фашодский кризис — кульминация эпохи колониального «раздела Африки».
- 21 сентября — в Китае императрица Цыси совершила государственный переворот, отстранив от власти реформаторов во главе с Кан Ювэем. Конец «Ста дней реформ»[9].
- 1 октября — в Вене основан Венский экономический университет (первоначально назывался «Экспортная академия»).[источник не указан 2581 день]
- 26 октября — в Москве открыт Художественный общедоступный театр (ныне — МХАТ).
- 10 декабря — Парижский договор между Испанией и США[8].
- 400-летие плавания Васко да Гамы. 21 мая в Круш-Кебрада — Дафунду (Португалия) был открыт Океанографический музей (порт. Aquário Vasco da Gama), названный в честь мореплавателя. В августе в Рио-де-Жанейро (Бразилия) появился знаменитый впоследствии регатный и футбольный клуб «Васко да Гама».

## Родились
См. также: Категория:Родившиеся в 1898 году
- 10 января — Сергей Эйзенштейн, советский режиссёр, сценарист.
- 3 февраля — Алвар Аалто, финский архитектор.
- 18 февраля — Энцо Феррари, итальянский предприниматель и инженер.
- 4 марта — Ганс Кребс, немецкий генерал, последний начальник штаба верховного командования сухопутных войск вермахта во Второй мировой войне
- 3 мая — Голда Меир, премьер-министр Израиля с 1969 по 1974.
- 8 мая — блаженный Алоизие Степинац (ум. 1960).
- 19 мая — Юлиус Эвола, итальянский мыслитель, эзотерик и писатель.
- 5  июня — Федерико Гарсия Лорка, испанский поэт, драматург, музыкант и художник
- 12 июня — Анастасий Вонсяцкий, политический деятель Русского Зарубежья, один из лидеров ВФП.
- 13 июня — Артур Рёдль, штандартенфюрер СС, комендант концлагеря Гросс-Розен (ум. в 1945).
- 17 июня — Морис Эшер, голландский художник.
- 22 июня — Зенон Косидовский (ум. 1978), польский писатель.
- 22 июня — Эрих Мария Ремарк, немецкий писатель.
- 25 июня — Владимир Арцезо, российский и советский военный деятель, коллаборационист во Второй мировой войне.
- 17 июля — Беренис Эббот, американский фотограф.
- 23 июля — Николай Олейников, русский советский поэт.
- 17 августа — Альберт Зауэр, штурмбаннфюрер СС, первый комендант концлагеря Маутхаузен (ум. в 1945).
- 16 октября — Уильям Орвилл Дуглас (ум. 1980), американский юрист, судья Верховного суда США.
- 10 ноября — Родион Малиновский, советский военачальник и государственный деятель, полководец Великой Отечественной войны, министр обороны СССР (1957—1967), Маршал Советского Союза, дважды Герой Советского Союза.
- 15 ноября — Вильгельм Гидеон, гауптштурмфюрер СС, комендант концлагеря Гросс-Розен (ум. в 1977).
- 21 ноября — Рене Магритт, бельгийский художник.
- 29 ноября — Клайв Стейплз Льюис, английский писатель (ум. в 1963).
- 2 декабря — Индра Лал Рой, индийский лётчик-ас Первой мировой войны (ум. 1918).

## Скончались
См. также: Категория:Умершие в 1898 году
- 14 января — Льюис Кэрролл, английский писатель, математик и философ (р. 1832).
- 6 марта — Пётр Алексеевич Бессонов, русский фольклорист.
- 12 марта — Захариас Топелиус, финский писатель (ум. 1898).
- 16 марта — Обри Бердслей, английский художник и поэт.
- 20 марта — Иван Иванович Шишкин, русский художник-пейзажист, живописец, рисовальщик, гравёр-аквафортист, академик (р. 1832).
- 23 марта — Тигран Чухаджян, армянский композитор.
- 26 марта — Пётр Иванович Капнист, русский писатель, драматург, поэт.
- 10 июня — Туоне Удайна, последний человек, владевший далматинским языком.
- 10 сентября — в Женеве убита Австрийская Императрица Елизавета Баварская[источник не указан 2581 день]
- 20 сентября — Теодор Фонтане, немецкий писатель (р. 1819).
- 20 октября — Генри Баркли (род. 1815), британский политик, покровитель наук, колониальный губернатор Британской Гвианы[англ.] (1849—1853), Ямайки (1853—1856), штата Виктория (Австралия) (1856—1863), Британского Маврикия (1863—1870), Капской колонии (1870—1877).
- 29 ноября — Анхель Гарсия Ганивет — испанский писатель, философ, основоположник идей «Поколения 98 года».